# Episodi de In principio: Storie dalla Bibbia
Di seguito vengono elencati gli episodi della serie televisiva anime In principio: Storie dalla Bibbia. Gli episodi sono in tutto ventisei. Dieci sono tratti dal libro della Genesi, sei dall'Esodo, uno dai Numeri, uno da quello di Giosuè, quattro da quelli dei Re e di Samuele, due da quelli profetici, due dai Vangeli dell'infanzia, i primi capitoli di Matteo e di Luca.

## Episodi
| Nº | Titolo italiano Giapponese 「Kanji」 - Rōmaji | In onda        | In onda          |
| Nº | Titolo italiano Giapponese 「Kanji」 - Rōmaji | Giapponese     | Italiano         |
| 1  | I signori della Terra 「天地創造」 - Tenchisōzō | 1º aprile 1997 | 30 novembre 1992 |
| 1  | «Questa è la storia del cielo e della terra, quando vennero creati» (Gen.2-4) L'episodio comincia con la rappresentazione grafica dei sei giorni della creazione. Il settimo giorno Dio si riposò. Dio crea il primo uomo, Adamo, e, quando questi è triste perché solo, anche la donna, Eva. I due vivono felici nel giardino dell'Eden. Possono fare tutto ciò che vogliono, tranne mangiare i frutti dell'albero che sorge al centro del giardino, l'albero della conoscenza del bene e del male. Eva, tentata dal serpente, mangia i suoi frutti e Adamo, seguendo i suoi consigli, fa altrettanto. Dio allora li punisce, scaraventandoli fuori dall'Eden e costringendoli a lavorare per sopravvivere. Adamo ed Eva si trovano così a dover affrontare un mondo pieno di pericoli e difficoltà. Ad assisterli c'è però una volpe, Loco, che apparirà in tutti e ventisei gli episodi, personaggio creato proprio per attirare l'attenzione dei più piccoli. Adamo ed Eva scoprono così il fuoco e imparano a vivere nelle grotte, a difendersi dagli animali e a procacciarsi il cibo. Dalla loro unione nasce un figlio, Caino. |                |                  |
| 2  | I figli di Adamo 「カインとアベル」 - KAIN to ABERU | 2 aprile 1997  | 7 dicembre 1992  |
| 2  | «Il Signore disse a Caino "Dov'è Abele tuo fratello?"» (Gen.4-9) Da Adamo ed Eva nascono diversi figli. Fra questi i più grandi sono Caino e Abele. Il primo fa l'agricoltore, il secondo il pastore. Caino non guarda di buon occhio il fratello, perché pensa che egli non fatichi mai. È dedito al suo lavoro e conserva diligentemente i frutti della terra, utilizzandoli solo per il proprio benessere e non per quello degli altri familiari. Adamo lo rimprovera spesso per il suo comportamento così rude, ma questi non lo ascolta. Un giorno, le pecore di Abele invadono il campo di Caino, distruggendo tutto il raccolto. L'agricoltore si lancia sulle bestie e le uccide. Adamo decide di chiedere soccorso a Dio e ordina ai figli di sacrificare al Signore i frutti del loro lavoro. L'offerta di Abele è accolta, quella di Caino respinta. Quest'ultimo, in preda alla furia, porta il fratello in un luogo deserto e lo uccide con una sassata sulla testa. Loco, il volpino, mostra ad Adamo l'accaduto. Caino, intanto, è fuggito ed è condannato da Dio a vagare per tutta la vita, senza trovare mai tregua. |                |                  |
| 3  | L'avventura di Noè 「ノアの箱舟」 - NOA no hakobune | 3 aprile 1997  | 14 dicembre 1992 |
| 3  | «Dio benedisse Noè ed i suoi figli. Disse a loro: "Siate fecondi, moltiplicatevi e riempite la terra"» (Gen.9,1) Il mondo è pervaso dal male. Dio ordina a Noè di costruire un'arca, sulla quale vengano salvati i membri della sua famiglia e una coppia per ogni specie animale. Il patriarca, insieme ai figli, alla moglie e alle nuore, si mette subito all'opera. La gente li deride, però, perché hanno costruito una nave in mezzo alle montagne. Cam sembra scoraggiarsi, ma il padre lo consola. Intanto, alcuni guerrieri comunicano al loro capo della costruzione di quest'arca. Il capo di questi soldati crede che Noè voglia costruire una fortezza e non una nave. Vengono caricati, intanto, gli animali sulla barca. In clandestinità, sale anche Loco, che ha avuto diverse vicissitudini con il figlio minore di Noè, Iafet. Le porte dell'arca vengono chiuse, il capo dei guerrieri ordina ai suoi uomini di distruggere l'arca. Improvvisamente, comincia a piovere, i fiumi si ingrossano e travolgono tutto. Insieme agli altri, affogano anche i soldati che volevano fare a pezzi l'arca. Piove per quaranta giorni e quaranta notti. L'enorme barca va a sbattere contro un monte e ci vorranno altri quaranta giorni per scendere da essa, sotto il lieto annuncio di una colomba. Loco è rimasto, però, senza una compagna ed è triste. Ecco apparire in lontananza una volpe femmina, aggrappata a un relitto. Loco la salva e i due vanno via insieme. Dio, come segno di alleanza verso Noè, crea l'arcobaleno per ricordargli che non manderà mai più diluvi. |                |                  |
| 4  | Una torre fino al cielo 「バベルの塔」 - BABERU no tō | 4 aprile 1997  | 21 dicembre 1992 |
| 4  | «Per questo si chiamò Babel perché là il Signore confuse la lingua di tutta la terra» (Gen.11,9) Nel deserto abita, in un accampamento di nomadi, un ragazzino di nome Asaf, annoiato dalla vita troppo noiosa di pastore. Giungono, un giorno, al campo alcuni mercanti, che narrano al giovane la bellezza delle città. Asaf decide di seguirli per farsi una nuova vita. Giunge così nella mitica città di Babele, nella quale è in fase di costruzione una torre, alta fino al cielo. Asaf, accompagnato come al solito da Loco, cerca di scalarla, ma un forte vento lo fa precipitare. Il ragazzo riesce a salvarsi e si reca al mercato per comprare del cibo. Scopre però che, per averlo, bisogna possedere del denaro. Il denaro si ricava col lavoro. Un vecchio profeta decide di dargli vitto e alloggio per la notte e, mentre cenano, gli consiglia di allontanarsi dalla città, perché in essa dimora il male. Asaf non l'ascolta e, il giorno dopo, si reca al cantiere per lavorare anche lui alla costruzione della torre. Al cantiere si reca anche il vecchio profeta, che rimprovera il re della città per la sua presunzione, ricevendo però in cambio una frustata da uno dei sorveglianti. Qualche tempo dopo, mentre viene issata la statua del dio della città sulla cima della torre, il vecchio profeta torna al cantiere e predice la punizione divina: tutti gli uomini cambieranno lingua e non si capiranno l'un l'altro. I cittadini non l'ascoltano ed ecco un fulmine colpisce la torre, che crolla, mentre loro finiscono per non capirsi più a vicenda. Asaf decide di tornare a casa, nel deserto, dove incontra suo padre che, per sua fortuna, parla ancora la sua stessa lingua. |                |                  |
| 5  | Abramo il patriarca 「父アブラハム」 - Chichi ABURAHAMU | 7 aprile 1997  | 28 dicembre 1992 |
| 5  | «Io farò di te una grande nazione, ti benedirò e renderò grande il tuo nome» (Gen.12,2) Abramo vive con sua moglie Sara e alcuni servi nella città di Carran. È però disprezzato dalla sua gente, perché ha osato ripudiare i falsi dei locali. Abramo non crede più in loro, perché li ha pregati incessantemente di poter ricevere un figlio ma nessuno ha risposto alle sue preghiere. Un giorno, Dio lo chiama e gli ordina di abbandonare la propria terra per giungere in un paese che apparterrà totalmente alla sua discendenza. Abramo parte quindi con la moglie, i servi e il nipote verso il luogo che Dio gli indicherà. Sara non crede però che il Signore manterrà la promessa data, ma la fede di Abramo è irremovibile. Il viaggio è lungo e periglioso e, un giorno, mentre una tempesta di sabbia investe i viandanti, ecco apparire il volpino Loco, che fa presto amicizia con Sara. Dopo avere superato indenni una fossa con le sabbie mobili, che stavano per risucchiare tutti i membri del gruppo, Abramo e sua moglie sono testimoni di un assalto dei predoni, che distruggono una carovana. Unica superstite è una bambina, che Sara decide di adottare col nome di Agar. Dopo alcuni anni, finalmente Abramo giunge a Canaan, la terra che Dio ha promesso per lui. Il patriarca non ha però figli e soffre molto per questo. Sara gli consiglia allora di unirsi alla serva Agar, ormai divenuta adulta, per avere da essa un discendente. Nasce così Ismaele. Qualche anno dopo, tre angeli si recano da Abramo e gli predicono la nascita di un figlio, che sarà generato proprio da Sara. I tre messaggeri mutano inoltre i nomi dei due coniugi. Poco tempo dopo, Sara partorisce un figlio, che viene chiamato Isacco. |                |                  |
| 6  | Sodoma e Gomorra 「ソドムとゴモラ」 - SODOMU to GOMORA | 8 aprile 1997  | 4 gennaio 1993   |
| 6  | «Se troverò cinquanta giusti in quella città, perdonerò...» (Gen.18,28) Abramo vive nella terra di Canaan, in pace e in armonia. Con lui si trova anche il nipote Lot, insieme alla relativa famiglia. Un giorno, però, i pastori di Abramo hanno un litigio con quelli di Lot e i due sono costretti a dividersi. Il patriarca rimarrà nella regione di Canaan, il nipote si trasferirà nella città di Sodoma. Passano alcuni anni e Abramo decide di andare a trovare Lot, ma, prima che giunga a destinazione, alcuni angeli fermano il suo tragitto. Il destino di Sodoma e della sua vicina, Gomorra, è ormai segnato. Abramo chiede clemenza nei confronti dei pochi giusti rimasti, e specialmente prega per Lot. I messaggeri divini lo ascoltano e si recano in città. Intanto, il solito Loco si infiltra con loro e finisce per essere inseguito dai vanitosi e crudeli abitanti della città. Gli angeli si recano così da Lot e gli ordinano di andar via dalla città con la moglie e le figlie. Unica regola da rispettare, non voltarsi mai indietro. Poco prima del tramonto, il nipote di Abramo e la sua famiglia si allontanano da Sodoma, diretti verso le montagne. Sua moglie, però, che ha perso a causa di una folata di vento i propri bagagli, si volta e per questo finisce pietrificata. Le due città vengono distrutte dall'ira divina. Unico superstite, Loco. Abramo rincontra così il nipote e insieme lodano Dio, che ha deciso di salvare gli innocenti che abitavano nella peccaminosa Sodoma. |                |                  |
| 7  | Ismaele 「イサクとイシュマエル」 - ISAKU to ISHUMAERU | 9 aprile 1997  | 11 gennaio 1993  |
| 7  | «Prendi il fanciullo e tienilo per mano perché Io ne farò una grande nazione» (Gen.21,18) Il figlio primogenito di Abramo, Ismaele, è già un ragazzo, un aspirante guerriero, abile nell'uso delle armi, sicuro delle proprie capacità, ma di indole modesta. Il patriarca lo ama molto, ma Sara vede di cattivo occhio sia lui che la madre Agar. Un giorno, gli chiede addirittura di cacciarlo dall'oasi, ma Abramo la rimprovera per il proprio egoismo. Ismaele riceve in regalo dal padre un bellissimo arco robusto, che utilizza per cacciare dal proprio territorio alcuni predoni, salvando così la vita ad alcuni pastori. Abramo è fiero del proprio ragazzo, ma Sara continua a insistere che Ismaele debba essere cacciato o sarà lui a divenire erede al posto di Isacco. Il patriarca decide dunque di chiedere consiglio al Signore, che gli ordina di abbandonare nel deserto il figlio e sua madre, promettendo però di salvarlo e di renderlo un grande e glorioso guerriero, che avrebbe portato anche in altre terre la discendenza di Abramo. Il giorno dopo, il patriarca è costretto a svegliare Agar e a ordinarle di abbandonare l'oasi col figlio. Gli regala inoltre un agnellino, Meya, capace di trovare le sorgenti d'acqua. Ismaele e sua madre vanno via dal campo, pianti in lontananza dal povero Abramo. Nel deserto, il caldo e la sete fiaccano i due poveretti. Un angelo del Signore si presenta allora ad Agar e gli promette la prossima salvezza. L'agnellino scopre così un'oasi, dove Ismaele e sua madre possono finalmente ristorarsi. Dopo un lungo viaggio, i due giungono nei pressi della regione di Faran, dove Ismaele crescerà, si sposerà e diverrà capostipite del popolo degli Ismaeliti, i progenitori degli Arabi. |                |                  |
| 8  | Il destino di Isacco 「アブラハム、イサクを捧げる」 - ABURAHAMU, ISAKU wo sasageru | 10 aprile 1997 | 18 gennaio 1993  |
| 8  | «Ora so che tu temi Dio e non mi hai rifiutato il tuo unico figlio» (Gen.22,12) Isacco cresce forte e bello, sotto gli occhi fieri del padre. È anche lui, come il fratello Ismaele, un abile guerriero e, durante un viaggio, Abramo gli regala persino una spada per combattere e difendersi dalle insidie del deserto. Compra inoltre una pelle di coniglio per la moglie, pelle che attira l'affamato Loco, convinto che sotto di essa si nasconda della carne. Segue così il patriarca fino al suo accampamento, dove si svolge l'incontro con il padrone delle oasi di Canaan, Abimelech. Questi vuole essere risarcito da Abramo per la perdita di due dei suoi uomini, uccisi dai pastori del patriarca. Quest'ultimo, però, non accetta le sue richieste, perché quegli uomini avevano tolto loro il possesso di un pozzo, fonte di vita nel deserto. Abimelech sembra non sapere nulla di ciò e si scusa con Abramo. Nello stesso momento, Isacco torna, portando legato Picom, servitore di Abimelech. Era stato lui a ordinare di attaccare i pozzi di Abramo. Dopo essersi riconciliato con il patriarca, Abimelech si allontana. Quella stessa notte, Dio appare ad Abramo e gli ordina di offrirgli in olocausto suo figlio Isacco. Il patriarca, benché a malincuore, è costretto ad obbedire. Conduce così il figlio sulle montagne e gli fa preparare un altare per il sacrificio. Isacco comprende che sarà lui la vittima e accetta coraggiosamente il proprio destino. Abramo sta già per colpire il figlio, quando Dio lo ferma. Isacco non dovrà essere ucciso. Il patriarca, felice, ringrazia il Signore e, insieme al figlio, prega in suo nome. |                |                  |
| 9  | Venduto dai fratelli 「ヨセフの夢占い」 - YOSEFU no yume uranai | 11 aprile 1997 | 25 gennaio 1993  |
| 9  | «Poi il faraone disse a Giuseppe: "Tu sarai il mio ministro e ai toui ordini si schiererà tutto il mio popolo".» (Gen.41,39-40) Da Isacco nasce Giacobbe. Giacobbe ha dodici figli e, fra questi, il suo preferito è senza dubbio Giuseppe, il penultimo, perché il patriarca vede in lui una purezza che non vede negli altri. Giuseppe gioca col suo fratellino più piccolo, Beniamino, e il suo canarino blu, quando riceve in regalo dal padre una tunica nuova. Quella stessa giornata, Giacobbe chiede al figlio di recarsi a Sichem, dove i fratelli più grandi sono occupati con il gregge. Giunto laggiù, Giuseppe si siede a mangiare con i fratelli e racconta loro di aver sognato undici covoni di grano che si inchinavano a un covone di grano, posto al centro da lui. I fratelli non hanno dubbi. Significa che loro presto dovranno inchinarsi a Giuseppe. Per evitare questo, lo gettano dentro un pozzo e, qualche giorno dopo, lo vendono a un vecchio mercante. L'anziano commerciante si comporta bene con lui e lo conduce con sé nella terra d'Egitto, per venderlo come schiavo al miglior offerente. Passa per la via principale Putifarre, capo delle guardie del faraone, che, notando il canarino blu, decide di comprarlo, prendendo Giuseppe come suo custode. Sua figlia, che è molto malata, ha infatti sognato un uccellino blu. Putifarre conduce lo schiavo e l'animaletto alla figlia, che subito guarisce. Giuseppe vive così nel palazzo del capo delle guardie, rispettato e amato come un figlio. Dieci anni dopo, il faraone è tormentato da incubi e chiede aiuto ai suoi indovini, ma nessuno sa rispondergli. Putifarre gli presenta allora Giuseppe, che è in grado di interpretare i sogni. Il faraone svela ciò che vede nel sonno: sette vacche grasse divorate da sette vacche magre. Il verdetto dello schiavo è perentorio: a sette anni di abbondanza succederanno sette anni di carestia. Se qualcuno non immagazzina il grano in tempo, l'Egitto cadrà in rovina. Il faraone decide allora di nominare Giuseppe suo secondo, ordinandogli di conservare il cibo e poter così salvare la sua terra dalla rovina. |                |                  |
| 10 | Il trionfo di Giuseppe 「ヤコブ一族の再会」 - YAKOBU ichizoku no saikai | 14 aprile 1997 | 1º febbraio 1993 |
| 10 | «Allora Giuseppe disse ai suoi fratelli: "Non vi rattristate: Dio mi ha mandato qui prima di voi per conservarvi in vita".» (Gen.45,5) Giuseppe diviene così viceré del faraone e, grazie a lui, l'Egitto riesce a superare i sette anni di carestia. Una folla interminabile, proveniente da tutti i paesi, si reca nella capitale dell'Impero per acquistare il grano, conservato nei magazzini. Giuseppe stesso provvede a tutto ciò, mentre il popolo esultante elogia il faraone e il suo primo ministro. Tra coloro che vengono a comprare il grano vi sono anche i fratelli di Giuseppe. Questi li fa catturare e condurre in sua presenza. Fa credere, infatti, che siano spie e vuole punirli. Si fa dire inoltre da dove provengono e chi sia loro padre. Dopo aver sentito che Giacobbe è ancora vivo, a stento trattiene le lacrime, ma non si scompone e chiede ai fratelli di condurre in Egitto Beniamino, perché vuole farlo suo schiavo. In cambio, gli darà il grano che gli serve. Per costringerli a tornare, fa poi rinchiudere in carcere Simeone, uno di loro, quello che, forse più degli altri, aveva costretto i fratelli a vendere Giuseppe. Tornati al campo, i figli di Giacobbe raccontano tutto al padre, ma questi non vuole perdere dopo Giuseppe anche Beniamino e quindi rifiuta le pretese di colui che crede uno sconosciuto. Dopo sette mesi, però, il bestiame muore a causa della carestia e il patriarca è costretto a cedere. Beniamino e i suoi fratelli giungono così in presenza di Giuseppe che, dopo aver visto il loro sincero pentimento, rivela la propria identità e li riabbraccia. Dopo alcuni giorni, ecco venire in Egitto anche Giacobbe che, felicissimo, può rivedere il figlio tanto amato. Diciassette anni dopo, il patriarca muore, circondato dai figli. Viene sepolto nella tomba in cui già riposano Abramo, Sara, Isacco, Rebecca e sua moglie. |                |                  |
| 11 | Mosè l'egiziano 「モーセの誕生」 - MOUZE no tanjō | 15 aprile 1997 | 8 febbraio 1993  |
| 11 | «La figlia del faraone lo chiamò Mosè, dicendo: "Io l'ho salvato dalle acque!"» (Esodo 2,5-10) Gli ebrei vivono nella terra d'Egitto, si moltiplicano e prosperano. Il faraone, però, ha paura che questi possano allearsi con i suoi nemici e ordina che vengano costretti a lavorare come suoi schiavi. Emana inoltre un editto che farà in modo di diminuire il numero degli israeliti. Tutti i neonati maschi dovranno essere presi e fatti annegare nel fiume Nilo. Due schiavi ebrei, Amram e Yochebed, riescono però a salvare il proprio figlioletto per tre mesi. Spaventati però da un nuovo possibile editto, lo mettono all'interno di una cesta di vimini e lo abbandonano alla corrente del fiume. La loro bambina primogenita, Miriam, seguirà il fratellino durante il tragitto. Il cesto giunge così alla reggia del faraone e viene raccolto dalla principessa, figlia del sovrano. La nobildonna decide di adottarlo e gli dà il nome di Mosè. Ha però bisogno di una nutrice per lui. Ecco quindi uscire dal suo nascondiglio Miriam. Sua madre Yochebed nutrirà il bambino fino alla fine dello svezzamento. Anni dopo, adiratosi per una lezione andata male, il principe decide di svagarsi, distruggendo le tende degli ebrei sotto le ruote del suo carro. Mosè rimprovera il fratello per il suo comportamento sconsiderato, ma Ramses, che non vuole essere inferiore a lui, lo sfida a vincere una gara di nuoto. Anche questa volta è il giovane ebreo a vincere, ma il principe rivale ha scoperto qualcosa di sconvolgente: Mosè è circonciso. Scopre così la sua vera identità dalla stessa madre adottiva. Decide dunque di chiedere al faraone il permesso di conoscere la propria gente. Il sovrano gli consiglia di recarsi nella città magazzino di Pitom, dove potrà incontrare un gran numero di ebrei. Intanto Loco, fuggito dal palazzo reale, si è riunito alle altre volpi. Mosè guarda il suo animaletto allontanarsi. Anche lui è nelle sue stesse condizioni. |                |                  |
| 12 | Il fuoco nel deserto 「砂漠の火」 - Sabaku no hi | 16 aprile 1997 | 15 febbraio 1993 |
| 12 | «Il Signore apparve a Mosè in una fiamma di fuoco in mezzo ad un roveto. Ed ecco: il roveto ardeva nel fuoco, ma non si consumava.» (Esodo 3,2) Mosè visita la città magazzino di Pitom. Su un'alta torre, un ministro gli mostra la pianta della futura cittadina. Mentre i due discutono, crolla un muro. Mosè conosce così fino in fondo la sofferenza della propria gente. Vede gli schiavi morire, li vede colpiti dalle fruste, li vede maltrattati. Passa inoltre fra le tende ebree, dove viene visto da Yochebed e i suoi figli, Miriam e Aronne. Al tramonto, gli schiavi si ritirano dal cantiere, ma un vecchio non riesce più a muoversi e viene per questo fustigato da un sorvegliante. Mosè non riesce a sopportare a lungo questi soprusi e, saltando addosso al guardiano, lo uccide. È costretto così a fuggire nel deserto, perché il governatore di Pitom, scoperto l'accaduto, ha ordinato di arrestarlo. Finito così dopo tanto peregrinare in un'oasi, Mosè rincontra Loco e, mentre sta mangiando con lui, sente le urla di alcune donne. Corre a soccorrerle e le salva dagli assalti di alcuni pastori. Le fanciulle sono le sette figlie di Jetro, il sacerdote di Madian, che accoglie il giovane nella sua tenda. Mosè diventa così pastore delle greggi di Jetro e sposa una delle figlie del sacerdote, Sefora, dalla quale ha due figli, Gherson ed Eliezer. In Egitto, intanto, il vecchio faraone è morto ed ora Ramses, più superbo che mai, sopprime gli schiavi. Aronne, insieme agli anziani d'Israele, chiede a Dio di poter essere liberati. Il Signore ascolta le sue preghiere e si presenta a Mosè, sotto forma di roveto ardente, ordinandogli di tornare in Egitto per liberare gli israeliti. Mosè, in un primo momento, sembra esitare, ma poi accetta. Sceso a valle, racconta tutto alla moglie e, insieme a lei, attraversa il deserto per tornare nella terra natia. Durante il tragitto, incontra Aronne, che sarà suo sostegno in questa difficile missione. |                |                  |
| 13 | Mosè e il faraone 「モーセとファラオ」 - MOUZE to FARAO | 17 aprile 1997 | 22 febbraio 1993 |
| 13 | «Il Signore è passato oltre le case degli Israeliti, quando colpì l'Egitto e salvò le nostre case.» (Esodo 12,27) Mosè e suo fratello Aronne giungono così in Egitto. Durante la notte, chiamano a raccolta gli anziani d'Israele e ad essi il profeta mostra il potere che Dio gli ha donato. Trasforma infatti davanti ai loro occhi un bastone in serpente. Il giorno dopo compie lo stesso prodigio in presenza del faraone, che però non sembra intimorito e ordina ai propri maghi di fare altrettanto. Come per rispondere alle richieste di Mosè, il tiranno ordina che le fatiche degli schiavi vengano raddoppiate. Il mattino dopo, il profeta chiede ancora la libertà al faraone, ma questi non accetta ed egli dunque, stendendo il bastone sulle acque del Nilo, le rende di sangue. Altre catastrofi sono scagliate sull'Egitto: le rane, le zanzare, i mosconi, la moria del bestiame, i bubboni, la grandine, le locuste, le tenebre. Il faraone ordina che gli ebrei vengano liberati, lasciando però i loro beni in Egitto. Mosè si rifiuta di accettare queste condizioni e il monarca decide allora di continuare ad insistere. Viene scagliata così un'ultima piaga: la morte dei primogeniti. Dentro le case, le cui porte sono segnate con il sangue d'agnello, gli ebrei festeggiano la prima Pasqua, sicuri che presto saranno liberi. Il faraone cena intanto con i propri ministri, che sembrano quasi lodarlo per la propria superbia. Nella stessa stanza, il principino e sua madre giocano. L'angelo della morte invade l'Egitto. Le case degli ebrei vengono risparmiate, le case egiziane no. Dentro ogni casa muoiono i primogeniti. Come una bufera, il morbo porta scompiglio nelle stanze del faraone. Il sovrano e i suoi consiglieri si ritrovano per terra, la regina grida per la paura, il principino è morto. Gli egiziani piangono i propri cari morti. Mosè torna dal faraone che, insieme alla moglie, si dispera per il figlioletto. Gli ebrei sono liberi ormai e possono abbandonare l'Egitto, se lo desiderano. |                |                  |
| 14 | L'Esodo 「エジプト脱出」 - EJIPUTO dasshutsu | 18 aprile 1997 | 1º marzo 1993    |
| 14 | «E il Signore risospinse il mare con un forte vento d'oriente, rendendolo asciutto.» (Esodo 14,21) Mosè e Aronne guidano il popolo d'Israele fuori dall'Egitto. Decidono però di proseguire per la via più lunga, perché quella costiera è costellata da torri egiziane. Mosè crede infatti che il faraone presto tornerà all'attacco. E così infatti avviene. Seicento carri da guerra egiziani, guidati da uno dei maggiori comandanti dell'impero, si mettono sulle tracce degli ebrei. Proseguono lungo la via costiera, ma non li trovano. Mosè e la sua gente intanto oltrepassano una palude e giungono così alle rive del Mar Rosso, dove si accampano. Alcune spie egiziane riescono a scovare il loro nascondiglio, ma vengono catturate da alcuni israeliti e condotte in presenza di Mosè. Uno di essi riesce però a svignarsela e si reca dal comandante egiziano, comunicandogli la posizione degli israeliti. Il generale e i suoi uomini si accampano dunque in prossimità della palude. Durante la notte, una colonna di fuoco blocca il passaggio degli egiziani. Il mattino dopo, Mosè divide le acque del Mar Rosso, permettendo agli ebrei di giungere all'altra riva. Gli egiziani li inseguono, ma il mare si richiude al loro passaggio. I seicento carri del faraone e il comandante delle truppe finiscono così affogati nelle profondità marine. A riva, gli israeliti festeggiano la vittoria. Passano i giorni e gli ebrei, diretti verso il monte Sinai, hanno finito le scorte di cibo. Molti di essi muoiono di fame e il popolo si ribella a Mosè, che li incita a rimanere fiduciosi. Quella stessa giornata, piove dal cielo la manna e giungono al campo stormi di quaglie, le quali sono di nutrimento per gli israeliti. |                |                  |
| 15 | La legge scolpita sulla pietra 「十戒」 - Jukkai | 21 aprile 1997 | 8 marzo 1993     |
| 15 | «Io sono il Signore, tuo Dio, che ti ha fatto uscire dalla schiavitù: non avrai altri dei di fronte a me.» (Esodo 20,1-3) Mosè e la sua gente attraversano il deserto, diretti verso il monte Sinai. Il viaggio è lungo e periglioso. Dio ha fornito il cibo agli israeliti, ma manca l'acqua, più difficile da recuperare in questa landa desolata. Il popolo si lamenta presso il proprio profeta che, dopo aver chiesto soccorso al Signore, battendo il proprio bastone sulla roccia, fa sgorgare da essa dell'acqua. Gli israeliti si accampano così alle pendici del sacro monte. Lì giunge la carovana di Jetro che, dopo una lite fra pastori, placata dall'intervento di Mosè, osserva come questi riesca a farsi ascoltare dal suo popolo e come si affatichi nel fermare tutte le possibili rivolte. Gli consiglia dunque di eleggere come suoi subalterni alcuni uomini fidati, che saranno divisi fra le varie tribù e cercheranno di mantenere l'ordine fra gli israeliti. Mosè e Aronne sono concordi in questo e decidono di fare come Jetro ha detto. Il profeta, chiamato dal Signore, decide di salire sul monte Sinai per parlare con lui. Il popolo vuole seguirlo, ma un forte vento li ferma. Solo Giosuè, il più fedele degli israeliti, decide di andare con lui, fermandosi però a metà tragitto. Dopo quaranta giorni, ecco tornare Mosè, portando nelle mani due tavole di pietra, i dieci comandamenti. Dopo aver letto le leggi divine, il profeta ordina di costruire un altare con dodici pietre attorno ad esso, una per ogni tribù. Conclusa questa solenne celebrazione, Mosè torna sul monte ma, passati quaranta giorni, ancora non si vede. Il popolo inizia a dubitare della reale esistenza di Dio. Solo Giosuè, pensoso, rimane ad aspettarlo a valle. |                |                  |
| 16 | Il vitello d'oro 「イスラエルの裏切り」 - ISURAERU no uragiri | 22 aprile 1997 | 15 marzo 1993    |
| 16 | «Tutto il popolo si tolse i monili e li portò ad Aronne. Egli li fece fondere e ne ottenne un vitello di metallo fuso.» (Esodo 32,3-4) Giosuè e alcuni suoi compagni attendono il ritorno di Mosè. Intanto, al campo degli israeliti, sono giunti alcuni predoni. Vedendo però in che stato sono ridotti gli ebrei, vanno via deridendoli. Il popolo inizia a lamentare l'assenza di Mosè. Hanno paura di morire di fame e alcuni pensano persino che era meglio per loro rimanere in Egitto come schiavi. Uno di essi, Karim, decide di forgiare un vitello d'oro, che adoreranno festosi e che potrà proteggerli. Lui e gli altri israeliti si dirigono dunque nella tenda di Aronne. Vogliono il permesso di costruire l'idolo. Un vecchio levita tenta però di fermare l'impeto degli ebrei, ricordando loro le parole dei comandamenti. Karim vuole farlo zittire a colpi di spada, ma viene fermato dai leviti. Liberatosi dalla loro morsa, riunisce tutti gli altri israeliti e, dopo aver fuso l'oro delle collane e dei bracciali, costruisce un vitello d'oro, che adora insieme al resto del popolo. Sul monte Sinai, Mosè prega rivolto verso il roveto ardente. Dio gli spiega, però, il grave peccato che ha commesso la sua gente a valle. Ha deciso di distruggerli, ma il profeta cerca di calmare la sua collera. Giosuè e i suoi compagni, ignari di tutto, vedono Mosè scendere dal monte. Tornato al campo, getta furioso per terra le tavole della legge. Una scheggia colpisce sul volto Aronne, che si era dimostrato un capo piuttosto debole. La punizione per gli idolatri sarà soltanto una: la morte. Giosuè e i suoi compagni sguainano le spade e uccidono i peccatori. Il vitello viene fuso e Karim, disperato, osserva la sua opera sciogliersi sotto l'azione del fuoco. Un fulmine divino colpisce il pentolone in cui è disciolto l'oro e il suo contenuto bollente fuoriesce, cadendo sopra Karim. Una morte terribile colpisce così il capo dei rivoltosi. La collera divina si esaurisce e il popolo viene perdonato. Come per concludere in allegria un episodio che, fino a questo punto, si è dimostrato tragico, viene mostrato un fatto riguardante Loco. Il volpino fugge da alcuni piccoli inseguitori che vogliono ucciderlo. Mosè stesso lo salva. La vita è un dono di Dio è nessuno ha diritto di toglierla. |                |                  |
| 17 | La Terra Promessa 「約束の地」 - Yakusoku no chi | 23 aprile 1997 | 22 marzo 1993    |
| 17 | «Il Signore mostrò a Mosè tutto il paese di Canaan e gli disse: "Io lo darò alla tua discendenza".» (Deuteronomio 34,1-4) Il viaggio verso la Terra Promessa dura ancora quarant'anni. Mosè è vecchio e stanco, così anche Aronne. Quest'ultimo, però, ha ceduto facilmente alle richieste di idolatria del popolo e quindi non potrà raggiungere la terra dove scorre latte e miele. Salito su un alto monte, accompagnato da tutto il popolo, Aronne cede il proprio sacerdozio (era infatti stato nominato primo sommo sacerdote) al figlio Eleazar e, stanco di tanto vagare, muore fra le sue braccia. La sua salma viene portata in processione per tutto il campo degli israeliti. Il popolo piange per la morte di questo grande profeta. Mosè e la sua gente giungono dopo qualche tempo ai confini della terra di Canaan. I regnanti locali non sono però disposti ad accogliere i nuovi arrivati ed Edom, uno di essi, manda i propri uomini per massacrarli. Giosuè e gli altri israeliti, però, sanno come difendersi e il sovrano è costretto così a fuggire. Il viaggio non è ancora concluso e l'acqua comincia a scarseggiare un'altra volta. Mosè, su comando divino, batte il proprio bastone sulla roccia. Non fuoriesce nulla e quindi il profeta, che ha cominciato solo ora a dubitare, riprova un'altra volta. L'acqua sgorga dal macigno e rinfresca le bocche degli israeliti. Mosè ha però commesso un grave peccato: ha dubitato di Dio. Ecco ora apparire un posto di blocco. Al comando di questi c'è il re degli Amorrei, Sicon. Il regnante non vuole far passare gli israeliti. Giosuè e i suoi uomini, sfruttando l'elemento sorpresa, riescono ad avere la meglio su un nemico che sembrava imbattibile. Finalmente appare in lontananza la terra promessa. Mosè non può però mettervi piede, perché ha dubitato del Signore. Viene dunque condotto sul monte Nebo, da dove, aiutato dal fedele Giosuè, può guardare la terra tanto desiderata e morire in pace, carico di anni. |                |                  |
| 18 | Gerico 「エリコ」 - ERIKO | 24 aprile 1997 | 29 marzo 1993    |
| 18 | «Come il popolo udì il suono della tromba, le mura della città crollarono.» (Giosuè 6,20) Giosuè e gli altri israeliti attraversano il Giordano e giungono così finalmente nella Terra promessa. Ad aspettarli, però, vi è un possente nemico: Gerico, una città dalle mura inespugnabili e di certo non disposta ad accogliere i nuovi arrivati. A capo di questa il sommo sacerdote del dio locale, Zogarin, uomo spietato e sicuro di sé, ma adorato come un semidio dal popolo. Unica persona a disprezzarlo è una prostituta, Raab, stanca delle pressanti proposte amorose del sommo sacerdote. Un giorno, Zogarin si reca da lei e sta per farle del male quando Loco, che precedentemente era stato salvato dalla prostituta, lo costringe a fuggire. Giosuè intanto, accampatosi con i suoi uomini all'esterno delle mura, manda due esploratori all'interno di Gerico. Questi verrebbero facilmente uccisi dalle sentinelle, ma è la stessa Raab a salvarli. I due esploratori promettono alla giovane che, quando la città verrà distrutta, la sua casa non verrà nemmeno sfiorata. Durante la notte, un angelo appare a Giosuè. Il condottiero dovrà fare un giro attorno alle mura, portando con sé l'arca dell'alleanza, per sette giorni di fila. Al settimo giorno, dovrà ordinare agli israeliti di gridare e le mura crolleranno sotto il loro impeto. Il comandante ebreo obbedisce e, nell'ultimo giorno di marcia, scopre dallo stesso Loco un punto delle mura, costruito con mattoni di fango. Ordina dunque ai suoi uomini di gridare, di suonare i corni e le trombe. Le mura di Gerico crollano e gli israeliti possono così entrare all'interno della città. I cittadini fuggono via o vengono uccisi. Zogarin, corso a pregare l'idolo locale, finisce schiacciato dalla sua enorme statua. Israele ha vinto e l'inespugnabile Gerico è stata distrutta. Unica superstite Raab, la prostituta misericordiosa. |                |                  |
| 19 | Un re per Israele 「初めての王サウル」 - Hajimete no ō SAURU | 25 aprile 1997 | 5 aprile 1993    |
| 19 | «Ecco: il Signore ti ha unto capo sopra Israele suo popolo.» (I Samuele 10,1) Giosuè, ormai vecchio e molto avanti negli anni, dopo aver incitato gli anziani d'Israele a non piegarsi agli idoli stranieri, muore. Dopo la morte del grande condottiero, Israele, senza più un capo, si affida alla supremazia di capi locali, i giudici. Fra questi vi è anche una donna, Debora. Da lei si reca Barak, un generale ebreo, che l'avverte dell'arrivo imminente delle truppe nemiche, guidate da Sisara. Debora decide di combattere contro l'avversario, portando con sé solo diecimila uomini contro un esercito molto più numeroso. Sarà Dio a proteggerli. Infatti, il giorno della battaglia, una terribile pioggia fa impantanare i carri da guerra di Sisara, costringendoli all'immobilità e alla definitiva sconfitta. Passati alcuni anni ed ecco un altro giudice, il possente Gedeone. Questi, volendo difendere Israele dalla minaccia dei Madianiti, porta con sé solo trecento uomini. L'accampamento nemico copre un'intera pianura e il numero dei soldati che vi alloggiano è incalcolabile. Ma Dio ordina a Gedeone di attaccare il nemico durante la notte e così Israele riesce ad avere la meglio. Altri popoli attaccano però gli ebrei. Fra essi i più potenti sono senza dubbio i terribili Filistei. Gli anziani di Israele si recano dunque presso il vecchio profeta Samuele per chiedergli di eleggere un re che possa difendere il popolo eletto dalla minaccia straniera. L'anziano saggio, in un primo momento, è titubante, ma alla fine accoglie la proposta. Proprio in quei giorni, Loco, stanco e assetato, giunge in un piccolo villaggio dove può dissetarsi e sfamarsi. Volendo però fare uno scherzo ad alcuni pastori, fa scappare due asini. Il proprietario manda i due figli a cercarli. Fra essi vi è Saul, un giovane forte e coraggioso. Questi li cerca fino alla città di Rama, dove abita il vecchio Samuele. Quest'ultimo gli rivela il suo destino futuro. Saul diventerà il re d'Israele. Il giovane viene così unto dal santo profeta e, dopo un raduno di tutti gli israeliti, proclamato pubblicamente come primo sovrano degli ebrei. |                |                  |
| 20 | La sconfitta di Saul 「サウルの敗北」 - SAURU no haiboku | 28 aprile 1997 | 12 aprile 1993   |
| 20 | «Così da quel giorno in poi Saul si ingelosì di Davide.» (I Samuele 18,9) Saul diventa un grande re, potente e temuto. Un giorno, però, prima della battaglia, mentre deve essere celebrato un sacrificio a Dio, Samuele, che doveva dare inizio alla cerimonia, è in ritardo. Saul, impaziente, fa tutto da solo, peccando così gravemente. Solo un sacerdote poteva infatti celebrare il sacrificio. Samuele rimprovera il sovrano per la sua tracotanza e predice la caduta del suo regno. A causa di questo suo crimine, Saul mantiene il potere, ma viene abbandonato dal suo popolo. Nessuno lo vede più come un capo. Samuele si reca dunque nella piccola casa di Iesse. Questi ha sette figli e, fra questi, il profeta sceglierà chi dovrà diventare nuovo re. Sceglie così il più piccolo, Davide, un pastorello abile nell'uso della cetra. Per la sua bravura nell'uso di tale strumento, viene condotto nel palazzo di Saul, per alleviare con le sue melodie la tristezza del sovrano. Ecco però giungere nella terra d'Israele il temibile popolo dei Filistei. Fra essi figura il suo campione, Golia, un gigante dalla forza smisurata. Il guerriero lancia una sfida agli israeliti. Se lui verrà sconfitto, i filistei andranno via, ma se lui vincerà allora gli ebrei saranno costretti a piegarsi al loro dominio. Davide decide di sfidare il nemico e Saul, benché esitante, alla fine accetta di mandarlo a combattere. Il duello è senza dubbio impari, ma alla fine il giovane, protetto dal Signore, riesce a sconfiggere l'avversario, utilizzando una semplice fionda. Il gigante è morto e i filistei sono costretti a fuggire. Davide viene accolto come un figlio alla corte di Saul, perché ha mostrato a tutti le sue incredibili doti. Quando il giovane diventa adulto, il sovrano gli dà in sposa sua figlia Micol. Spera infatti che, attraverso questo gesto, di riconquistare la fiducia del popolo. Questo lo conduce soltanto al disfacimento totale. In un impeto di rabbia, Saul tenta di uccidere Davide con la sua lancia, ma questi riesce a fuggire. Si reca così da Samuele, che gli presta rifugio. Le guardie di Saul non hanno il coraggio di mettersi contro il profeta e quindi non osano uccidere il suo prescelto. Il sovrano d'Israele, partito anche lui all'inseguimento di Davide, lo trova, ma non ha il coraggio di ucciderlo. Scopre infatti che questi l'aveva risparmiato la notte precedente. Decide dunque di lasciarlo fuggire, dimenticando per sempre il proprio odio verso di lui. I filistei tornano all'assalto, più numerosi di prima. Saul si reca da una maga, la Strega di Endor, per richiamare sulla terra lo spirito di Samuele e scoprire quale destino l'attende. Perentoria è la profezia del santo vecchio: il sovrano morirà insieme ai suoi soldati. Saul comprende i propri errori e decide di lanciare il proprio esercito contro quello ben più numeroso dei nemici. Il monarca, sconfitto e ferito mortalmente, si uccide gettandosi sulla propria spada. |                |                  |
| 21 | Il seme di Davide 「ダビデ王」 - DABIDE ō | 30 aprile 1997 | 26 aprile 1993   |
| 21 | «Io assicurerò dopo di te la tua discendenza, e renderò stabile il suo regno. Io gli sarò Padre ed egli mi sarà Figlio.» (II Samuele 7,12-13) Davide, divenuto nuovo re d'Israele, ha adesso un nuovo obiettivo: la conquista di Gerusalemme. La città, infatti, si trova lungo la strada che va dal nord al sud del paese. All'interno di essa, il re dei Gebusei prepara però le difese. I cittadini potevano ricevere le scorte d'acqua dal fiume Ghigon, che entrava dentro Gerusalemme attraverso un tunnel sotterraneo. E lì si infiltrano Davide e i suoi soldati. Questi, giunti all'interno della città, danno fuoco ad alcuni rami, distraendo così le guardie e permettendo al grosso dell'esercito, rimasto all'esterno delle mura, di invadere la rocca. Davide stesso affronta in duello il re dei Gebusei, uccidendolo. Gli idoli dei nemici vengono distrutti. Il mattino dopo, con esultanza popolare, Davide nomina Gerusalemme come capitale religiosa e politica del regno d'Israele. In essa sarà conservata l'arca dell'alleanza. La sacra reliquia viene condotta in città con tripudi e suoni di tromba. Le giovani danzano intorno ad essa e lo stesso Davide, pieno di gioia, fa come loro. Il sovrano decide inoltre di costruire un grande tempio, all'interno del quale verrà posta l'arca dell'alleanza e dove il popolo, riunito in un unico luogo, potrà pregare. Il profeta Natan, su comando divino, ordina a Davide di non costruire il sacro tempio. Sarà suo figlio, Salomone, ad edificarlo. Il monarca non osa contrariare le parole del saggio e accetta i suoi consigli. Sereno e tranquillo, si dirige sulla terrazza del proprio palazzo e, portando in mano la propria cetra, canta in onore del Signore. |                |                  |
| 22 | Il regno di Salomone 「ソロモンの王国」 - SOROMON no ōkoku | 1º maggio 1997 | 3 maggio 1993    |
| 22 | «Dio concesse a Salomone saggezza ed intelligenza molto grandi e una mente vasta come la sabbia del mare» (I Re 5,9) All'interno di una tenda, un vecchio saggio narra ai suoi compagni la vicenda di Assalonne. Questi era figlio del re Davide ma, ribellatosi a lui, finì per morire a causa dei suoi misfatti e il trono passò così al fratellastro, Salomone. Il nuovo re è saggio e di buon cuore. Insieme al capo architetto, discute sul progetto del magnifico tempio, la cui idea proveniva dal padre, che però, per comando divino, non poté esserne il costruttore. Dopo sette anni di duro lavoro, il tempio viene finalmente realizzato. Salomone inaugura il nuovo santuario, mentre i sacerdoti conducono l'arca dell'Alleanza all'interno del Sancta Sanctorum. Come ai tempi di Mosè, ecco il cielo divenire rosso e una luce immensa coprire l'entrata del tempio. Il Signore ha preso possesso della propria casa. La fama del sovrano si sparge anche in regni lontani. La regina di Saba convoca alcuni israeliti per chiedere notizie sulla fama del monarca. Questi narrano alla regina la celebre storia del giudizio di Salomone: le due donne e il bambino. La sovrana, affascinata dai racconti narrati su di lui, decide di andare a Gerusalemme per conoscerlo. Salomone la accoglie e gli mostra le meraviglie del suo regno, lasciando la regina estasiata dalla bellezza del regno e dalla potenza del Dio che loro adorano. Però, come aveva giustamente temuto la regina di Saba prima di ripartire, col passare del tempo Salomone abbandona il Signore e si dà alla corruzione e ai piaceri terreni, permettendo persino a una delle sue amanti di costruire un idolo di pietra all'esterno della città di Gerusalemme. Un lebbroso predice il terribile destino degli israeliti: il Signore non lascerà impunito il germe del peccato. |                |                  |
| 23 | L'esilio di Israele 「第二十三話 バビロン捕囚」 - BABIRON no hoshū | 2 maggio 1997  | 10 maggio 1993   |
| 23 | «Sui fiumi di Babilonia sedevamo piangendo al ricordo di Sion. Ai salici di quella terra appendemmo le nostre cetre.» (Salmo cap.137,1-2) I Babilonesi, guidati dal fiero Nabucodonosor, attaccano e radono al suolo la città di Gerusalemme. Gli israeliti vengono schiavizzati dal potente popolo straniero. Ezechiele osserva la propria gente deportata, mentre i soldati conquistatori rubano i tesori del re Salomone e, dopo aver ridotto a pezzi le due tavole dei dieci comandamenti, danno fuoco al tempio. Ezechiele, infiltratosi fra le macerie del santuario, riesce a salvare i rotoli dei libri sacri, osservando mesto i resti delle tavole di pietra. L'israelita fugge quindi dalla città in fiamme, insieme a un ragazzino di nome Nun e a Loco. Su un alto monte, un vecchio profeta osserva il popolo deportato. Dio li ha puniti per la loro infedeltà, ma quello stesso Dio, che oggi li castiga, un giorno li salverà, mandando sulla terra un Salvatore. Ezechiele, in compagnia di Nun e Loco, giunge al campo dei Babilonesi, dove si trovano incatenati gli israeliti. Il piccolo Nun può finalmente riabbracciare sua madre. Suo padre è però morto durante la conquista di Gerusalemme. Insieme agli altri, Ezechiele viene così condotto schiavo in Babilonia. Gli israeliti vivono in schiavitù, ma si radunano all'interno di alcune grotte nascoste per pregare il loro Dio e ricopiare i rotoli dei testi sacri. Il piccolo Nun viene catturato per aver rubato un agnello, quando in realtà voleva soltanto liberarlo dalla corda che lo soffocava. Sua madre si reca dal proprietario dell'agnello per essere punita al suo posto. Questi apprezza il coraggio della donna e lascia andare libero il ragazzo. Dopo settant'anni di dura schiavitù, grazie agli insegnamenti di Ezechiele, il popolo d'Israele riesce a ritrovare la propria fede in Dio, servendo i comandamenti che questi aveva donato al profeta Mosè. |                |                  |
| 24 | Gerusalemme, Gerusalemme 「奴隷からの解放」 - Dorei kara no kaihō | 6 maggio 1997  | 17 maggio 1993   |
| 24 | «Allora si misero in cammino i capifamiglia di Giuda e di Beniamino per ricostruire il tempio del Signore in Gerusalemme.» (Esdra cap.1,5) Il re Ciro, signore dei Persiani, ha conquistato gran parte del Medio Oriente e ora punta contro Babilonia. A nulla vale l'aiuto degli idoli di pietra. Ciro non risparmia nessuna fortezza nemica. Nella capitale del regno, il principe Baldassare, superbo e arrogante, riceve i capi delle rocche conquistate che, atterriti, annunciano l'arrivo dell'esercito di Ciro. Il sovrano, intimorito, ordina ai suoi sudditi di pregare i propri idoli di pietra. Gli ebrei si rifiutano però di obbedire ai suoi ordini, predicendo la rovina dei Babilonesi che li costringono ad adorare divinità inesistenti. Durante una festa organizzata dal re Baldassare, una mano invisibile traccia sui muri della reggia misteriose parole. Viene convocato a corte il profeta israelita Daniele. Perentorie le parole del vate: presto il regno di Babilonia crollerà e sarà diviso fra Persiani e Medi. Alcuni traditori, usciti dalla città, indicano al re Ciro il modo di penetrare nella capitale. Babilonia viene conquistata e il principe Baldassare è costretto alla resa. Ciro, benevolo con gli ebrei, gli concede di tornare nella propria terra e ordina la costruzione di un nuovo Tempio. Dopo settant'anni di schiavitù, gli ebrei possono rivedere la terra promessa. |                |                  |
| 25 | Profeti del deserto 「砂漠の預言者たち」 - Sabaku no yogensha-tachi | 7 maggio 1997  | 24 maggio 1993   |
| 25 | «Nel deserto preparate la via del Signore, la strada per il nostro Dio.» (Isaia cap.40,3) Dopo settant'anni di esilio, gli ebrei possono tornare in Palestina, dove ricostruiscono Gerusalemme e il sacro tempio. L'impero Persiano viene conquistato da Alessandro Magno e, alla sua morte, il suo impero viene diviso fra i suoi generali. La terra degli israeliti finisce sotto il controllo del comandante Seleuco I. La rivolta dei fratelli Maccabei porta un bagliore di speranza agli ebrei, ma quando i romani, guidati da Pompeo, conquistano Gerusalemme, gli israeliti sono costretti alla resa. E ciò che peggio è che questi hanno abbandonato la strada del vero Dio e adorano gli idoli pagani. Il Signore manda allora sulla terra alcuni profeti per ricordare al suo popolo che egli è l'unico e vero Dio. Gli israeliti, però, non ascoltano le loro parole e li maltrattano. I saggi vati profetizzano inoltre la venuta di un Salvatore, che libererà il mondo dalla macchia del peccato e dalle sofferenze. In un umile villaggio chiamato Nazaret vive, insieme al padre e alla madre, una fanciulla di quindici anni, chiamata Maria. Mentre si trova sola in casa, le appare un angelo che le predice la nascita di un figlio, il Salvatore del mondo. Nello stesso momento, tre saggi provenienti da terre lontane, osservando una stella più splendente delle altre, decidono di recarsi a Gerusalemme per trovare il re dei re. |                |                  |
| 26 | Una stella brilla ad Oriente 「イエスの誕生」 - IESU no tanjō | 9 maggio 1997  | 31 maggio 1993   |
| 26 | «In quei giorni Maria diede alla luce il suo figlio primogenito, lo avvolse in fasce e lo depose in una mangiatoia.» (Luca cap.2,7) Uno squadrone di legionari romani giunge nel presidio di Cesarea, con l'ordine di consegnare al comandante il nuovo editto dell'imperatore Augusto: un censimento. La giovane Maria e il suo sposo Giuseppe si incamminano così verso Betlemme per farsi registrare. Durante la notte, i due alloggiano nella casa di Elisabetta, sua cugina, e di Zaccaria, il marito di lei. Elisabetta, benché anziana, ha avuto da poco un bambino, Giovanni. Anche i re magi sono in viaggio e sono giunti finalmente nella Valle del Giordano. Nel cielo notturno, brilla la stella cometa, segno tangibile dell'arrivo del Salvatore. In quello stesso momento, nel palazzo reale di Gerusalemme, Erode il Grande, sovrano della Palestina, chiede consiglio ai suoi astronomi. Ha paura che quella stella sia presagio della caduta del suo regno. Qualche giorno dopo, i re magi si recano da lui. Vogliono sapere in quale luogo nascerà il Messia. Il sovrano, atterrito, non sa cosa rispondere e chiede responso ai sommi sacerdoti. Questi rispondono riferendosi ai testi profetici e specialmente al libro di Michea: sarà Betlemme il luogo natale del Salvatore. Erode permette ai tre magi di recarsi in quel luogo, pregandoli di tornare indietro dopo aver visto il bambino, perché anche lui vuole adorarlo. Non appena i saggi si allontanano dal suo palazzo, il tiranno rivela le sue vere intenzioni: vuole trovare il futuro Redentore per ucciderlo. I suoi soldati vengono mandati a Betlemme, ma un forte vento non gli permette di continuare. Intanto, Maria e Giuseppe si sono rifugiati in una stalla. La giovane sta ormai per partorire. Ecco che, nel buio della notte, nel buio della storia, si sente un vagito, una luce illumina il mondo. La cometa si ferma sulla piccola capanna, un raggio splendente la ricopre, i magi scendono meravigliati dai loro cammelli. In quello stesso momento, una voce dall'alto rivela quello che è accaduto: a Betlemme è nato, in quella notte, il Salvatore del mondo. I tre magi, seguiti dai pastori, entrano all'interno della capanna, portando i loro doni al Divino Bambino. E, in questo momento di pace e di gioia, sotto gli occhi meravigliati di Loco, l'immortale volpino compagno di avventure dei patriarchi biblici, di Mosè, di Giosuè, di re Davide, con questa visione di speranza, si conclude l'ultimo episodio della serie animata. |                |                  |